# 号砲 (ファン・デ・フェルデの絵画)
『号砲』（ごうほう、蘭: Het kanonschot、英: The Gun Salute） は、オランダ黄金時代の画家ウィレム・ファン・デ・フェルデ (子) が1680年ごろ、キャンバス上に油彩で制作した絵画である。号砲を打ち鳴らしているオランダ海軍の船を表している。本作とその対作品である『突風』（蘭: De windstoot）は、画家が1672年ごろ、イングランドに到着した後に描かれた。彼は、チャールズ2世の宮廷画家として父とともに仕えた。作品は、アムステルダム国立美術館に所蔵されている。

## 作品
17世紀の間にオランダは、世界最強の海洋国家となった。この時期にオランダの画家たちが制作した海景画の数が多かったのは、安定的な需要があったからだと考えられる。海景画家の中で最も成功したのは、ウィレム・ファン・デ・フェルデ (子) である。彼は、同名の父 (1611-1693年) とともに船体構造を正確に再現するばかりでなく、動いている船の描写も得意とした。海戦時には「戦時報告者」としても従軍した。

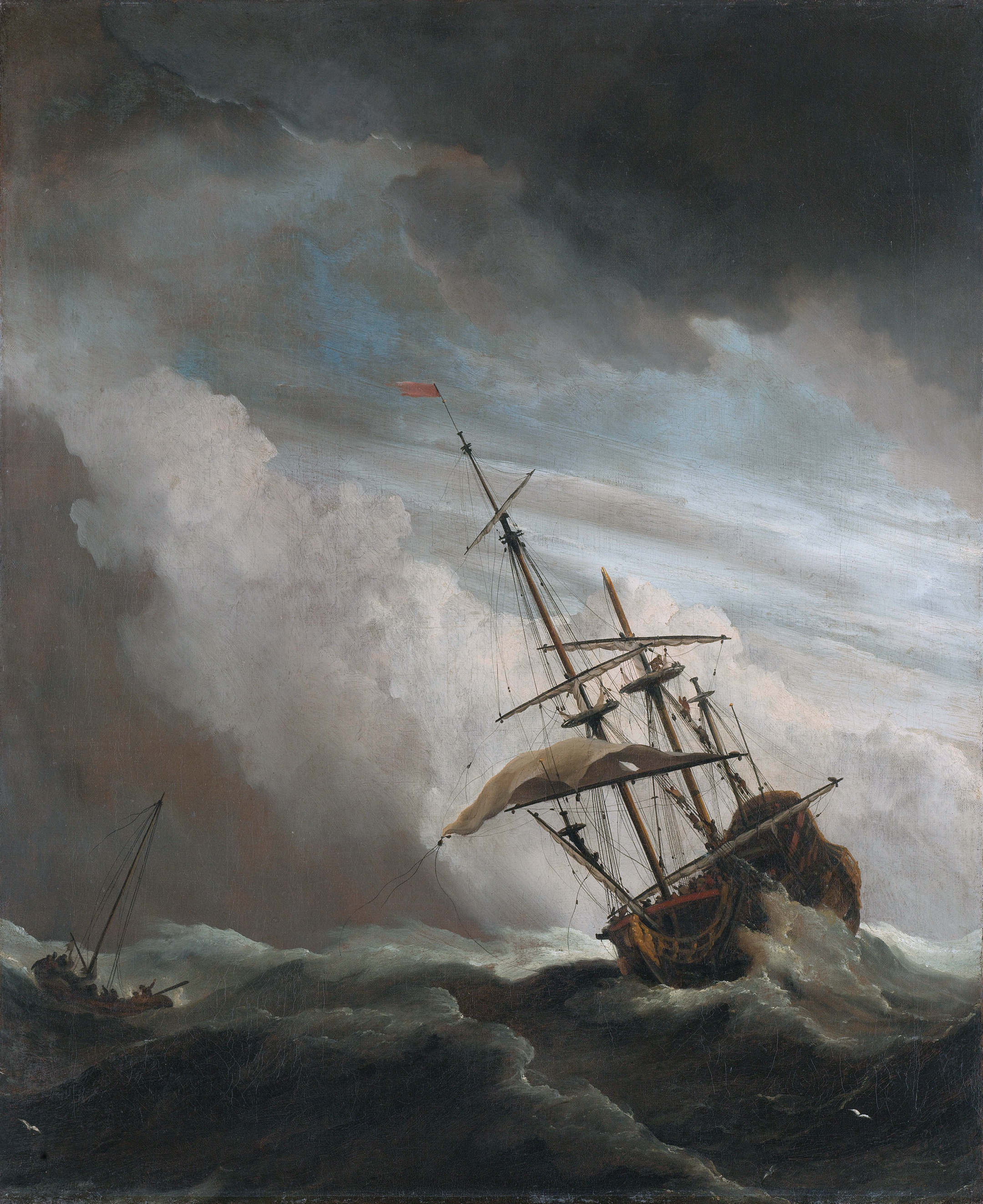
ウィレム・ファン・デ・フェルデ『突風』、1680年ごろ、アムステルダム国立美術館

本作では、帆が緩んでいるオランダの戦艦が穏やかな海で号砲を打ち鳴らしている。2艘のスループ戦が戦艦の両側に浮かんでおり、遠景には帆を下げている別のオランダの戦艦が見える。この絵画の静けさは、アムステルダム国立美術館の展示室で隣に掛けられている『突風』と著しく対照的である。『突風』では、嵐で破損したイギリスの戦艦が高波の中、漂流している。
本作と『突風』はいっしょに所蔵され、18世紀までにフィリップ・スティーヴンズ (Philip Stephens) 卿のコレクションに加わった。1834年には、アムステルダムの銀行家で収集家であったアドリアーン・ファン・デル・ホープ  (Adriaan van der Hoop) が競売で『号砲』を購入した。 彼は、作品が、オランダ海軍の英雄であったミヒール・デ・ロイテルの旗艦、デ・ゼーヴェン・プロヴィンシェン を描いたものだと信じていた。デ・ロイテルは、ファン・デ・フェルデを高く評価し、彼が号砲のもたらす光の効果を研究できるようにするため、号砲を打ち鳴らしさえした。しかしながら、本作がデ・ゼーヴェン・プロヴィンシェンを描いたものであるという見方は、現在では否定されている。
1845年、ファン・デル・ホープは、本作をオールド・マスターの絵画展に貸し出した。「オールド・マスター」という名称は、この絵画展をレビューした美術批評家のアレクサンダー・オルトマンス (Alexander Oltmans) が与えたものである。最初、本作は、ファン・デル・ホープ美術館 (Museum van der Hoop) に割り当てられたが、1885年にアムステルダム国立美術館に移された。